# Јевсевије Самосатски
Јевсевије Самосатски познат и као свештеномученик Јевсевије био је хришћански светитељ и епископ самосатски.
Био је велики противник аријанства. Када се упразнило место антиохијског патријарха, његовим настојањем је изабран Мелетије за патријарха. Међутим аријанци су убрзо протерали Мелетија из Антиохије. Када је умро Константинов син, Констанције (337 - 361), наследио га је Јулијан Одступник (361 - 363). За време гоњења хришћана које је организовао Јулијан, свети Јевсевије је скинуо са себе свештеничку одећу а обукао се у војничко одело, и као војник обилазио гоњене цркве по Сирији, Феникији и Палестини, свуда утврђујући православну веру и постављајући потребне јереје и ђаконе и остале клирике, а понегде и епископе. После Јулијанове смрти свети Јевсевије је саветовао Мелетија да сазове сабор у Антиохији 361. године, на коме је учествовало двадесет седам архијереја и на коме се још једном осудило аријанство, а потврдило учење које је изражено на Првом васељенском сабору. Поред Мелетија и Јевсевија на овом Сабору нарочито се истицао свети Пелагије Лаодикијски. Тај Сабор је одржан за време владавине цара Јовијана (363 - 364). Међутим овај цар је убрзо умро, а наследио га је Валентинијан I (364 - 378), с којим је опет отпочео прогон хришћана. Свети Мелетије је прогнан у Јерменију, Јевсевије у Тракију, а Пелагије у Арабију. После Валентинијана цар је постао Грацијан (375 - 383), који је дао слободу Цркви а заточене архијереје вратио на њихова места. Када је Јевсевије дошао у град Долихина, да би новога архијереја устоличио и аријевско учење, које је у том граду било јако искоренио, неки аријевац је бацио са крова цреп на Јевсевијеву главу и ранио га, од чега је он и умро 379. године.
Српска православна црква слави га 22. јуна по црквеном, а 5. јула по грегоријанском календару.